# Tiro
Tiro – wieś w Stanach Zjednoczonych, w stanie Ohio, w hrabstwie Crawford.